# Leichtathletik-Europameisterschaften 1998/3000 m Hindernis der Männer

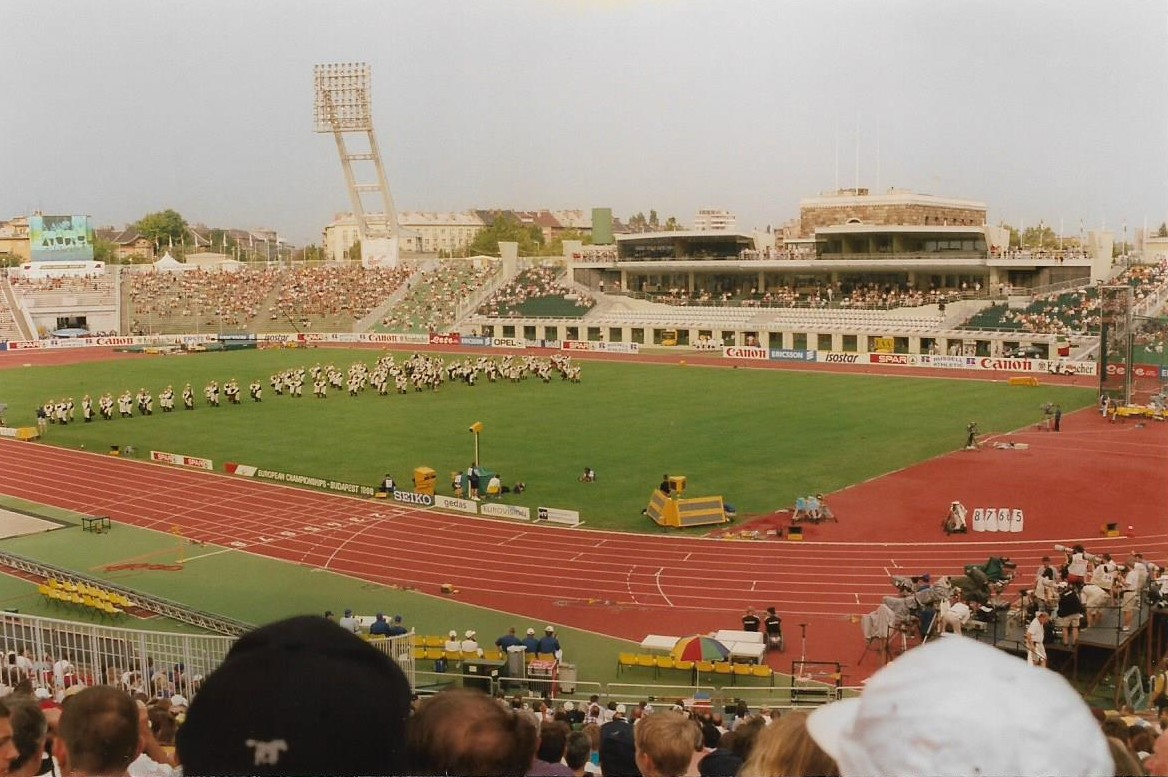
Das Népstadion von Budapest im Jahr 1998

Der 3000-Meter-Hindernislauf der Männer bei den Leichtathletik-Europameisterschaften 1998 wurde am 20. und 23. August 1998 im Népstadion der ungarischen Hauptstadt Budapest ausgetragen.
Europameister wurde der Deutsche Damian Kallabis. Er gewann vor dem italienischen Titelverteidiger und Olympiadritten von 1996 Alessandro Lambruschini. Bronze ging an den Norweger Jim Svenøy.

## Bestehende Rekorde
| Weltrekord           | 7:55,72 min | Bernard Barmasai  | Köln, Deutschland     | 24. August 1997 |
| Europarekord         | 8:07,62 min | Joseph Mahmoud    | Brüssel, Belgien      | 24. August 1984 |
| Meisterschaftsrekord | 8:12,66 min | Francesco Panetta | EM Split, Jugoslawien | 30. August 1990 |

Der bestehende EM-Rekord wurde bei diesen Europameisterschaften nicht erreicht. Die schnellste Zeit erzielte der deutsche Europameister Damian Kallabis im Finale mit 8:13,10 min, womit er nur 44 Hundertstelsekunden über dem Rekord blieb. Zum Europarekord fehlten ihm 5,48 s, zum Weltrekord 17,38 s.

## Legende
| DNF | Wettkampf nicht beendet (did not finish) |

## Vorrunde
20. August 1998
Die Vorrunde wurde in zwei Läufen durchgeführt. Die ersten vier Athleten pro Lauf – hellblau unterlegt – sowie die darüber hinaus vier zeitschnellsten Läufer – hellgrün unterlegt – qualifizierten sich für das Halbfinale.

### Vorlauf 1
| Platz | Name                    | Nation       | Zeit (min) |
| ----- | ----------------------- | ------------ | ---------- |
| 1     | Luciano Di Pardo        | Italien      | 8:26,52    |
| 2     | Mark Ostendarp          | Deutschland  | 8:26,92    |
| 3     | Jim Svenøy              | Norwegen     | 8:26,92    |
| 4     | Alessandro Lambruschini | Italien      | 8:27,05    |
| 5     | Eliseo Martín           | Spanien      | 8:27,35    |
| 6     | Georgios Giannelis      | Griechenland | 8:28,81    |
| 7     | Vincent Le Dauphin      | Frankreich   | 8:29,08    |
| 8     | João Junqueira          | Portugal     | 8:32,02    |
| 9     | Marcel Laros            | Niederlande  | 8:38,89    |
| 10    | Jan Zakrzewski          | Polen        | 8:40,94    |
| 11    | Michał Bartoszak        | Polen        | 8:45,70    |
| 12    | Konstantin Tomski       | Russland     | 8:49,53    |
| DNF   | Günther Weidlinger      | Österreich   |            |

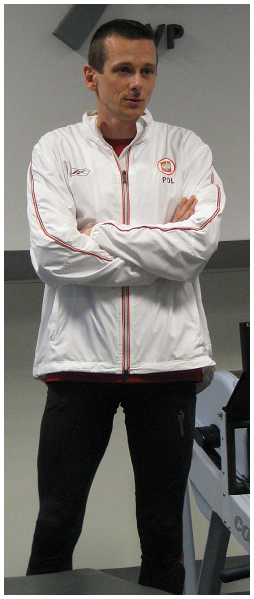
Michał Bartoszak schied als Elfter seines Vorlaufs aus
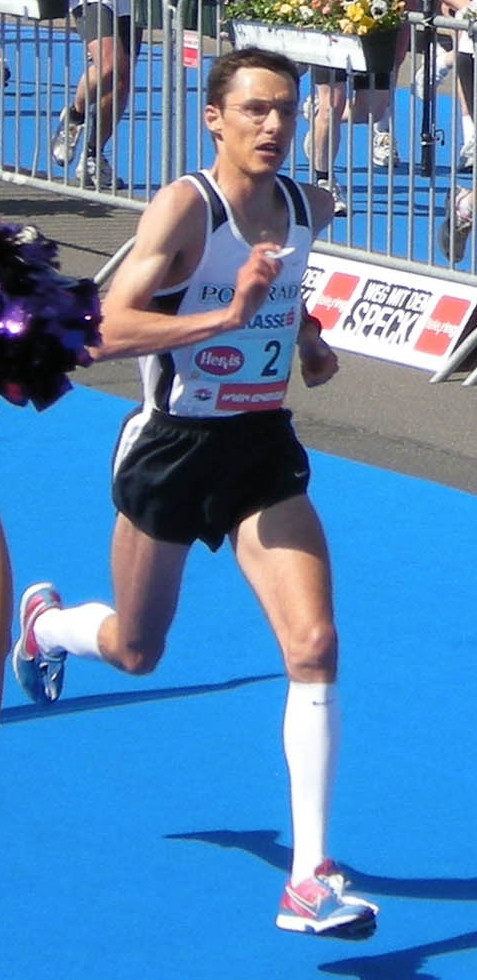
Günther Weidlinger (hier im Jahr 2009) erreichte im ersten Vorlauf nicht das Ziel

### Vorlauf 2

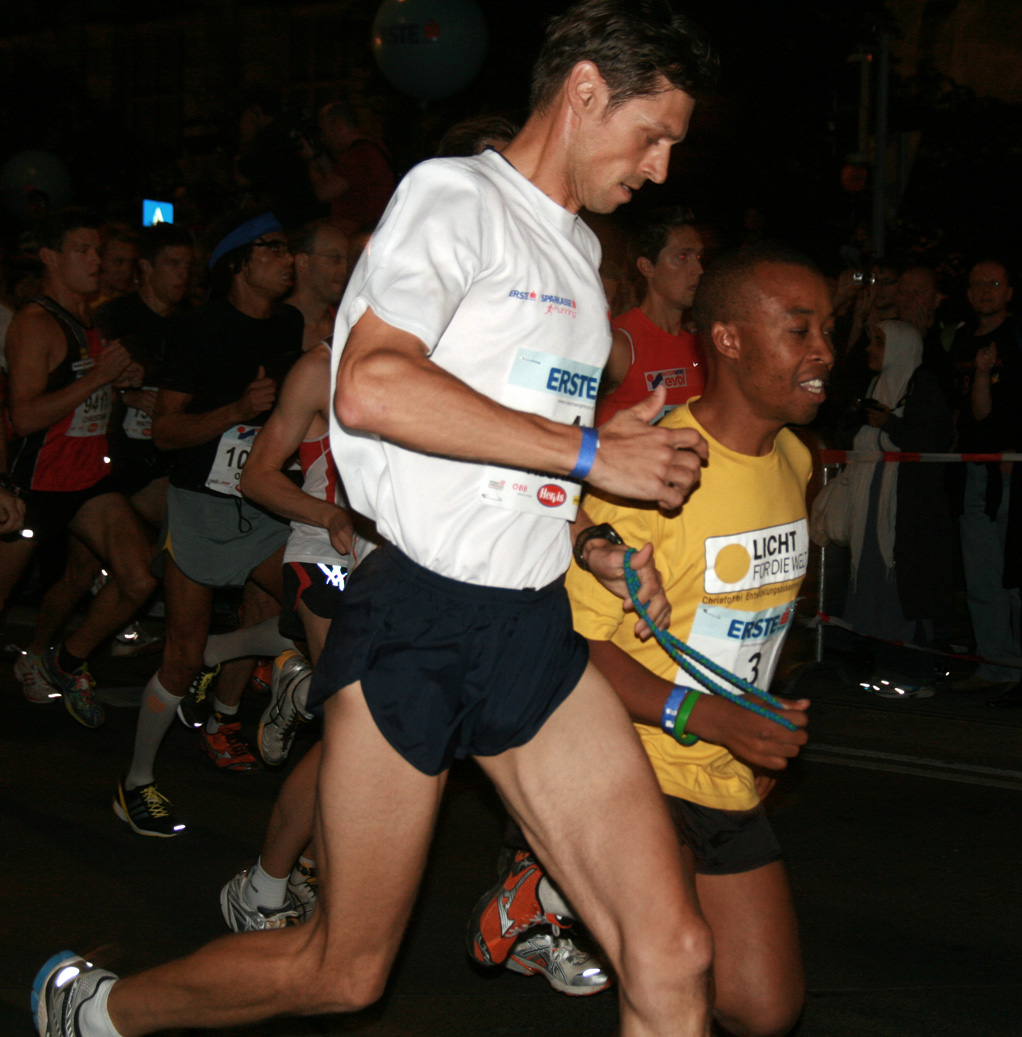
Rang acht in seinem Vorlauf reichte Michael Buchleitner (links vorne) nicht für den Finaleinzug
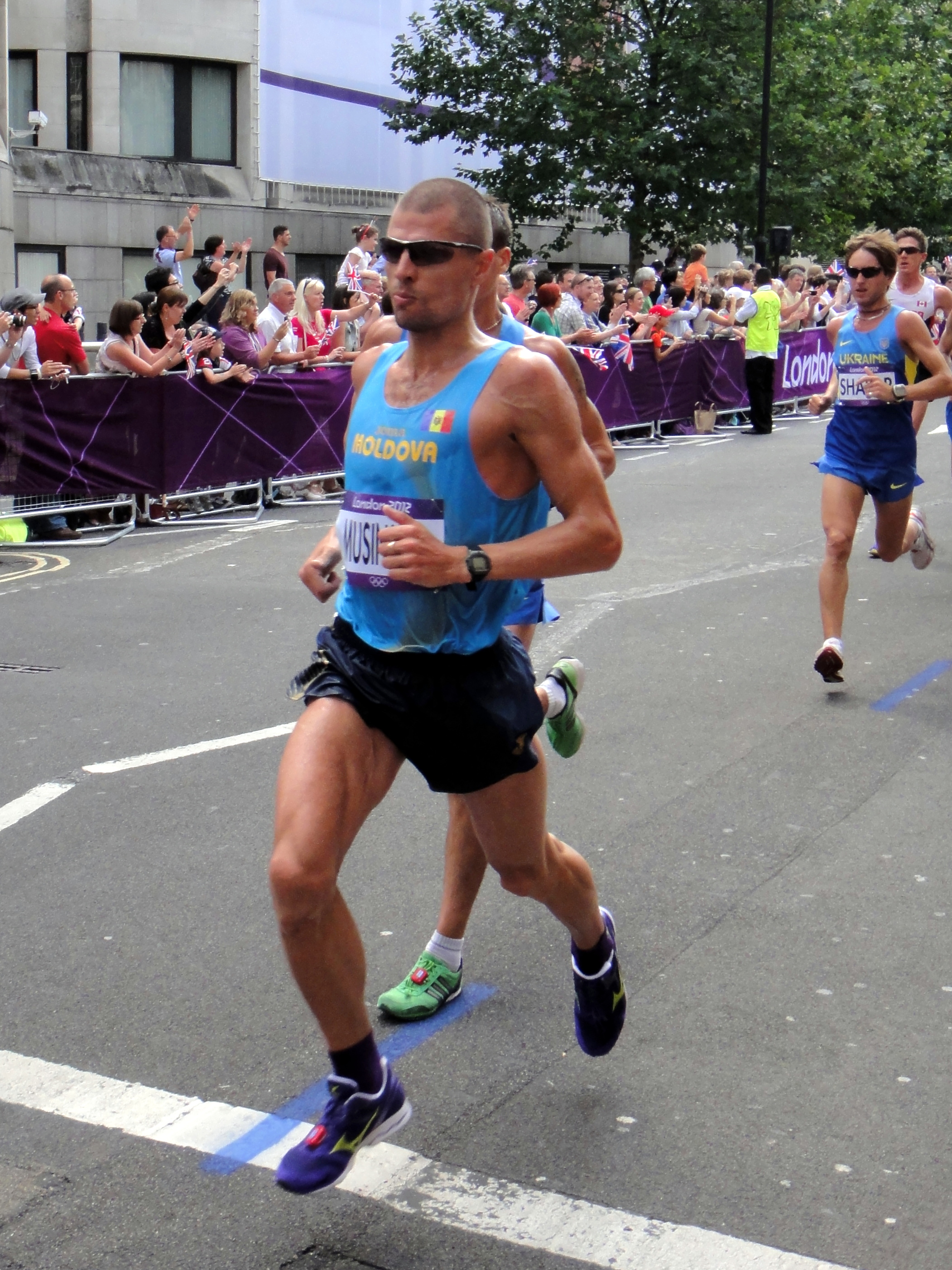
Für Iaroslav Mușinschi (hier in einem Marathonlauf) war als Zwölfter seines Vorlaufs die Vorrunde Endstation

| Platz | Name                 | Nation       | Zeit (min) |
| ----- | -------------------- | ------------ | ---------- |
| 1     | Luis Miguel Martín   | Spanien      | 8:27,31    |
| 2     | Ramiro Morán         | Spanien      | 8:27,46    |
| 3     | Damian Kallabis      | Deutschland  | 8:27,54    |
| 4     | Rafał Wójcik         | Polen        | 8:27,79    |
| 5     | André Green          | Deutschland  | 8:27,98    |
| 6     | Bouabdellah Tahri    | Frankreich   | 8:28,30    |
| 7     | Angelo Carosi        | Italien      | 8:28,77    |
| 8     | Michael Buchleitner  | Österreich   | 8:31,54    |
| 9     | Mohamed Belabbès     | Frankreich   | 8:33,64    |
| 10    | Vítor Almeida        | Portugal     | 8:35,05    |
| 11    | Panagiotis Papoulias | Griechenland | 8:45,01    |
| 12    | Iaroslav Mușinschi   | Moldau       | 8:47,27    |
| 13    | Ville-Veikko Sainio  | Finnland     | 8:52,23    |
| 14    | Stathis Stasi        | Zypern       | 8:52,65    |

## Finale

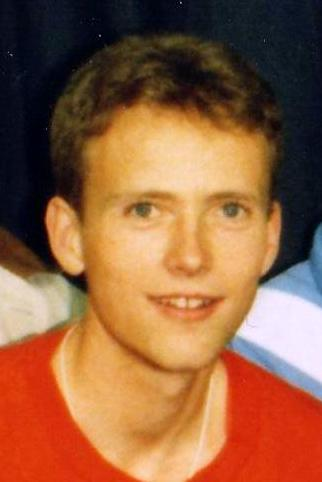
Bronzemedaillengewinner Jim Svenøy
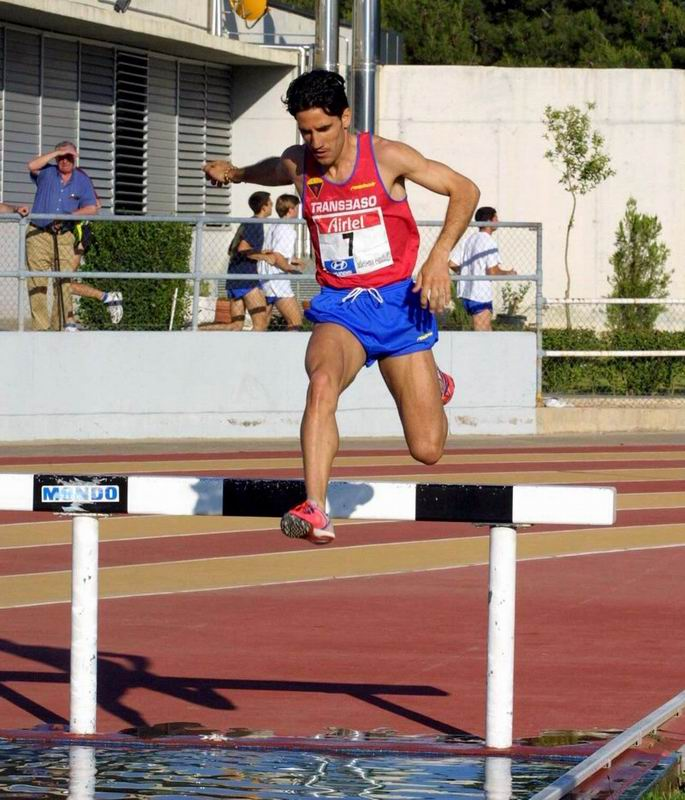
Eliseo Martín erreichte Platz sechs
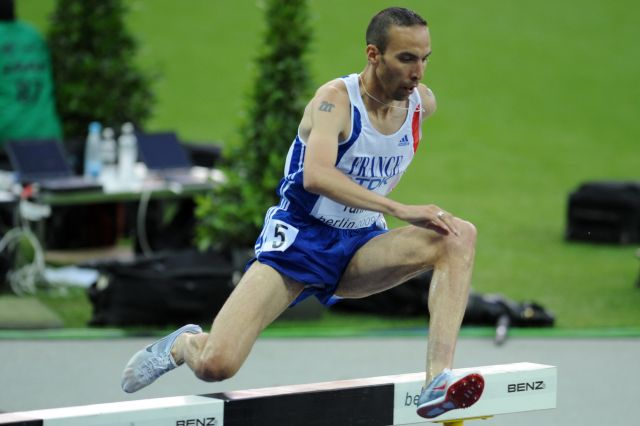
Bouabdellah Tahri kam auf den zehnten Platz – sein größter Erfolg war EM-Bronze im Jahr 2006

23. August 1998
| Platz | Name                    | Nation      | Zeit (min) |
| ----- | ----------------------- | ----------- | ---------- |
| 1     | Damian Kallabis         | Deutschland | 8:13,10    |
| 2     | Alessandro Lambruschini | Italien     | 8:16,70    |
| 3     | Jim Svenøy              | Norwegen    | 8:18,97    |
| 4     | Luis Miguel Martín      | Spanien     | 8:20,54    |
| 5     | Luciano Di Pardo        | Italien     | 8:20,96    |
| 6     | Ramiro Morán            | Spanien     | 8:24,06    |
| 7     | Eliseo Martín           | Spanien     | 8:26,60    |
| 8     | Rafał Wójcik            | Polen       | 8:27,74    |
| 9     | Mark Ostendarp          | Deutschland | 8:31,72    |
| 10    | Bouabdellah Tahri       | Frankreich  | 8:41,45    |
| 11    | André Green             | Deutschland | 9:03,17    |
| DNF   | Angelo Carosi           | Italien     |            |

## Videolinks
- Men's 3000m Steeplechase European Champs Budapest August 1998, youtube.com, abgerufen am 6. Januar 2023
- Men's 3000m Steeplechase European Champs Budapest 1998, youtube.com, abgerufen am 6. Januar 2023